# Pedrosillo de Alba
Pedrosillo de Alba è un comune spagnolo di 235 abitanti situato nella comunità autonoma di Castiglia e León.